# Apedomé
Apédomé est une localité située dans la région des Plateaux au Togo.

## Géographie
Apédomé est situé à environ 23 km au sud-est de Kpalimé et se trouve à une altitude moyenne de 420 mètres. Le village est entouré de collines et bénéficie d'un climat tropical, marqué par une saison des pluies allant de mars à octobre.[réf. nécessaire]

## Vie économique
L'économie d'Apédomé repose principalement sur l'agriculture. Les habitants cultivent des produits tels que :
- Le maïs
- Le manioc[1]
- Le cacao

Un marché hebdomadaire se tient dans la localité, permettant l'échange de produits agricoles et artisanaux.[réf. nécessaire]

## Lieux publics
La localité dispose des infrastructures suivantes :
- Écoles primaires et secondaires
- Dispensaire pour les soins de santé de base
- La mairie
- Un stade servant aux activités sportives locales

## Culture et festivités
Apédomé est connu pour ses danses traditionnelles et ses festivals culturels, notamment la fête des récoltes, qui est une occasion de rassemblement pour les habitants et les visiteurs des environs.[réf. nécessaire]